# 稲森あずさ
稲森 あずさ（いなもり あずさ、1978年5月5日 - ）は、日本の元AV女優、元アダルトモデル。

## 来歴
牧村涼の芸名で2000年頃より数々のアダルトビデオ作品に出演。2004年頃から元ファッションモデルの触れ込みで稲森あずさの芸名で妊婦モノの作品に出演した。

## 出演作品の一部

### 牧村涼名義
- 綺麗なお姉さんがしてあげるわ 憧れの人はバイク好き（ホットエンターテイメント、2001/1/16）
- コスプレすぺしゃる セー○ー戦士編 VOL.4（シャトルジャパン、2002/12/1)
- ザ・顔射Vol.2 牧村涼（ミルキーキャット、2003年）
- ワキの下にぶっかけろ！！4 涼ちゃん（ミルキーキャット、2003年）
- オシッコdeおま○○ Part5 牧村涼（AZ TEC、2003/8/1）
- OL達の性事情5（シャトルジャパン、2003/12/1)
- 性・ヒロイン ～淫欲のままに～4（シャトルジャパン、2004/1/1)
- 箱入りスカトロ三人姉妹 スカトロレズビアン姉妹（アート、2004/9/27）
- 絶頂美女マゾM倶楽部（アート、2005/8/29）

他多数

### 稲森あずさ名義
- 生妊婦 稲森あずさ（グローリークエスト、2003/12/13）
- ハメ狂い中出し!THE妊婦1 稲森あずさ（ディープス、2003/12/18）
- 元有名ファッションモデル 臨月ナマ中出しSEX 稲森あずさ（マルクス兄弟、2004/6/1）
- 母乳召しませ… 4 稲森あずさ・最上かえで（エムズファクトリー、2004/8/1）
- 妊婦売春② 稲森あずさ（タイフーン、2006/10/7)
- 堕ちた妊婦（ワンズファクトリー、2008/2/1）
- SEXエロ本集 やりたい夜!（デジタルプラネット、2009/10/1)※ヘンリー塚本監督作品

他多数